# Спеціальна моторизована частина міліції
Спеціальні моторизовані частини міліції (СМЧМ) — військові частини внутрішніх військ МВС СРСР (1966–1991), МВС України (вересень 1991 — січень 1992), основними завданнями яких були охорона громадського порядку у великих населених пунктах й боротьба з вуличною злочинністю. Крім того, особовий склад СМЧМ проходив посилену підготовку щодо ліквідації масових безпорядків у населених пунктах, місцях позбавлення волі та під час проведення масштабних культурних та спортивних заходів.
В Україні після проголошення державної незалежності СМЧМ, які розташовувались на території держави, у складі МВС України перебували недовго. Вже у січні 1992 на базі частин СМЧМ було сформовано підрозділи Національної гвардії. 1995 року більшість підрозділів колишніх СМЧМ підпорядковано Внутрішнім військам МВС України. 2014 року колишні підрозділи СМЧМ увійшли до складу наново створеної Національної гвардії України.
СМЧМ комплектувалися офіцерським складом, здебільшого підготовленим у навчальних закладах МВД СРСР та військовослужбовцями строкової служби і носили однострої співробітників радянської міліції. Під час несення служби з охорони громадського порядку (ОГП) користувалися правами й обов'язками співробітників міліції. Разом із тим, військовослужбовці СМЧМ у відношенні до адміністративних правопорушників здійснювали, зазвичай, тільки доставлення до відділів внутрішніх справі без складання адміністративних протоколів передавали їх співробітникам міліції для подальшого оформлення.
Демобілізованих військовослужбовців СМЧМ охоче брали на службу в міліцію на посади молодшого або (хто закінчив технікум) середнього начальницького складу. Громадян, які відслужили в цих частинах, кадрові підрозділи міліції не направляли для проходження початкової підготовки до навчальних центрів при обласних управліннях внутрішніх справ, на відміну від осіб, які відслужили в частинах інших родів військ. Вважалося, що під час служби в СМЧМ такі особи пройшли спеціальну підготовку, тому в цьому немає необхідності.

## Історія
СМЧМ були створені на основі постанови ЦК КПРС і Ради Міністрів СРСР від 23 липня 1966 року № 571 «Про заходи з посилення боротьби зі злочинністю» й наказом Міністерства охорони громадського порядку (МОГП) СРСР від 30.09.1966 р. № 03 «Про формування спеціальних моторизованих частин міліції МОГП СРСР», у зв'язку з чим днем їх заснування вважається 30 вересня 1966 р. Основною метою створення посилених і моторизованих частин міліції було попередження масових протестних акцій, безладів, акцій громадянської непокори, які вже мали місце в СРСР у другій половині 50-х і на початку 60-х років. Але з ідеологічних причин основна мета створення СМЧМ замовчувалась, натомість створення та існування таких підрозділів пояснювалось необхідністю боротьби з вуличною злочинністю, чим підрозділи й займались повсякденно, здійснюючи патрульно-постову службу в крупних промислових містах колишнього СРСР.
Всього було сформовано 43 військові частини, серед яких чотири полки — в Москві, Ташкенті, Ленінграді й Києві, 40 окремих батальйонів у великих адміністративних й промислових містах СРСР загальною чисельністю 10 тис. осіб і 2 роти.
Особовий склад СМЧМ ВВ МВС СРСР залучався до виконання службово-бойових завдань із забезпечення правопорядку й громадської безпеки під час проведення масових заходів з великою кількістю громадян: урочисті мітинги й ходи, концерти, спортивні змагання й т.і. З найвідоміших подібних подій можна виділити XXII Літні Олімпійські ігри в Москві в 1980 році, XII Всесвітній фестиваль молоді і студентів в 1985 році. Що цікаво, частина військовослужбовців в/ч 5444, задіяних на ОГП під час ХХІІ Олімпіади в Москві, службу по ОГП під час проведення спортивних змагань несла в цивільному одягу. Військовослужбовцям видавали джинси виробництва Німеччини й сорочки виробництва Угорщини. В такому «цивільному» вигляді солдат розсаджували рівномірно по секторах стадіонів з тим, щоб у випадку виникнення кризової ситуації вони могли оперативно впливати на ситуацію, гасити осередки хуліганських проявів, виявляти й затримувати організаторів безладів. Але таких випадків під час проведення Олімпіади не було.
Починаючи від 1988 року СМЧМ виконували бойові завдання під час конфліктів у Сумгаїті, Оші, Фергані, Баку, Кишиневі, Єревані, Північній Осетії й Інгушетії, в Нагірному Карабасі, Абхазскій АРСР, а також в ході ліквідації наслідків землетрусів в Ленінакані й Спітаку (1988).

## Специфіка
До 1988 року структура, призначення й відомча приналежність СМЧМ ВВ МВС СРСР складали службову таємницю.
СМЧМ мали структуру підпорядкування, прийняту в окру́гах внутрішніх військ. Разом із тим, з питань охорони громадського порядку в мирний час вони фактично знаходилися в оперативному підпорядкування регіональних управлінь МВС СРСР або союзних республік (ГУВС), за погодження якого визначалися райони дислокації патрулів.
Військовослужбовці СМЧМ забезпечувалися одностроями за нормами патрульних частин міліції. Польові однострої, які носили солдати й офіцери всередині частини, під час тактичних занять і несення караульної служби, мали загальновійськовий крій. Але солдатський однострій був чорного кольору, на солдатських пілотках були овальні міліцейські кокарди, а не зірочки, кирзові чоботи строковикам не видавались — вони носили набагато якісніші ялові (юфтеві) чоботи. Офіцерська форма була аналогічною одностроям працівників міліції. В теплу пору року військовослужбовці строкової служби чоботи носили лише під час занять на території частини, в місто ж виходили в чорних шкіряних черевиках, які видавались з розрахунку 1 пара на 1 рік (у частинах Збройних Сил черевики входили до складу парадної форми й видавались 1 раз на весь строк служби).
Поясні ремені солдатів і сержантів за рідким винятком були шкіряні. В деяких підрозділах взимку під час несення служби з охорони громадського порядку їм видавалися портупеї офіцерського зразка. Але в багатьох частинах (наприклад, 24-й (Дніпро) і 26-й (Луганськ) батальйони СМЧМ) портупей не було, і солдати виходили в місто на службу по ОГП в міліцейських шинелях, підперезаних шкіряними солдатськими ременями із зіркою на блясі. Це доволі часто викликало здивування у місцевого населення і, звісно ж, відразу «розсекречувало» військову природу патрулів. При цьому офіцери постійно попереджали солдатський склад про заборону розголосу військової приналежності патрульних, в деяких частинах військовослужбовцям перед виходом на маршрути патрулювання навіть видавали посвідчення співробітників відповідних райвідділів міліції.
Комплектування частин СМЧМ відбувалося за особливим принципом. До них намагалися добирати молодих людей слов'янської зовнішності, в основному, вихідців з великих міст Росії, України, Білорусі, іноді країн Балтії, які мали повну середню освіту, були гарно розвинуті фізично й зростом не менше 175 см. Частини комплектувались в основному призовниками з навколишніх міст і районів, різка відмінність у зовнішності військовослужбовців та в говірці чи акценті від місцевого населення заборонялась.
Відбір до СМЧМ відбувався ще у військкоматах, при цьому на особових справах призовників робилася відмітка «Відібрано до СМЧМ», після чого їх вже не могли отримати «покупці» з інших родів військ. Однак, ближче до 1990 року цих правил вже суворо не дотримувалися. В той же час, СМЧМ завжди відносилися до так званих «асфальтних» частин через те, що дислокувалися вони безпосередньо у великих містах . Можна сказати, що через специфіку служби, систематичну участь у різноманітних заходах (спортивних, культурних і т. ін.) з охорони громадського порядку в містах військовослужбовці строкової служби повністю не були відірвані від цивільного життя, і навіть деякою мірою були інтегровані в цивільне життя міста.
Служити в СМЧМ було престижно, незважаючи на носіння військовослужбовцями одностроїв співробітників міліції. У 80-тих строковики СМЧМ наполовину були дітьми великих радянських начальників, різних крупних господарників, тобто потрапляли на службу «по блату». В 90-ті роки коло розширилось, батьки багатьох військовослужбовців просили знайомих працівників військкоматів, а також виходили безпосередньо на командирів частин, щоб їх син потрапив служити саме в СМЧМ, причому в своєму регіоні.
Спеціальних вищих і середніх навчальних закладів з підготовки офіцерів виключно для служби в СМЧМ не було. Як правило, СМЧМ комплектувалися випускниками військових училищ внутрішніх військ МВС.
Саме існування міліцейських частин, які комплектувалися військовослужбовцями строкової служби, всіляко маскувалося. Так, Московський полк, який входив до складу Окремої мотострілецької дивізії особливого призначення (ОМСДОП) внутрішніх військ МВС СРСР, за внутрішніми штатами дивізії був 3-м СМПМ, за обліком ГУВС Мосміськвиконкому він був 3-м полком патрульно-постової служби, але для всіх інших, при зазначенні місця служби в листах і несекретних наказах по полку він називався просто, як в/ч 5401.
24-й ОСМБМ (окремий спеціальний моторизований батальйон міліції), який розташовувався в Дніпропетровську, називався в/ч 5444, 20-й ОСМБМ (Донецьк) — в/ч 5440, 26-й ОСМБМ (Луганськ) — в/ч 5446. Військовослужбовцям було заборонено писати в листах родичам щодо проходження служби в міліцейських частинах. Під час несення служби військовослужбовцям СМЧМ категорично заборонялося здійснювати будь-які дії, які могли дати підстави вважати їх військовослужбовцями.
До 1988 року перед виходом на маршрути патрулювання з охорони громадського порядку в деяких частинах військовослужбовцям видавалися посвідчення співробітників міліції районного відділу внутрішніх справ (РОВС), які здавалися в канцелярію частини після повернення до розташування. (В Ленінграді посвідчення не видавали, починаючи з 1974 року.) Під час несення патрульно-постової служби військовослужбовці СМЧМ представлялися громадянам співробітниками того ОВС, на території якого несли службу. З розпадом СРСР обмеження в режимі секретності в частині приналежності до внутрішніх військ були зняті.
Розпорядки дня й тижня СМЧМ, в силу специфіки несення служби, суттєво відрізнялися від розпорядку частин інших родів військ:
- З четверга по неділю під час несення служби з ОГП (військовослужбовці так і казали неофіційно «служба») в містах за місцем дислокації, а загальний підйом був у 8.30, відбій в 00.30.
- Понеділок — вихідний день.
- Весь вівторок — заняття, підйом о 06.00, відбій о 22.00,
- Середа — банний та парко-господарський день (ПГД) і «служба», підйом також о 06.00, відбій о 00.30.

Розпорядок тижня в в/ч 5444 (24-й ОСМБМ, м. Дніпропетровськ).
- Понеділок — вихідний день
  - 8.30 — підйом,
  - з 10.00 — звільнення в місто, культурно-спортивні заходи для тих, хто не пішов у звільнення (спортивні ігри, перегляд фільмів тощо).
  - 22.00 відбій.
- Вівторок — день бойової підготовки (солдати називали це «поле»).
  - 6.00 — підйом, виїзд на полігон або польовий вихід. У в/ч 5444 це було «мале поле» — ділянка безлюдного піщаного берега Дніпра в 6 км від частини, куди висувались в основному марш-кидком, і «велике поле» — полігон у селищі Підгороднє в 25 км від частини, куди виїжджали наявною в батальйоні технікою. На «малому полі» стрільбища не було, тому всі вправи відпрацьовувались без боєприпасів. На «великому полі» була смуга перешкод, майданчик для відпрацювання хімічного та радіаційного захисту, автоматне та пістолетне стрільбища, вишка для снайперської стрільби, поле для гранатометання.
  - відбій — 21.00.
- Середа — банний день (найдовший день):
  - 06.00 — підйом,
  - 6.30 − 08.00 баня (в розташуванні батальйону не було навіть примітивного душу, тому особовий склад вивозили в міську лазню, яка спеціально в ці години була закрита для місцевого населення).
  - 9.00−14.00 заняття за планом,
  - 15.00−00.00 несення служби з ОГП,
  - 00.30 відбій.
- Четвер — неділя:
  - 8.30 — підйом
  - 10.00−14.00 заняття за планом,
  - 15.00−00.00 несення служби з ОГП,
  - 00.30 відбій.

Надання звільнень у вихідний день мало особливості. На СМЧМ розповсюджувалися умови так званих «підсилень», тобто несення служби в посиленому режимі, які вводяться в системі МВС з різноманітних причин, в тому числі, в зв'язку зі святкуванням державних свят, пам'ятних дат. Тому, СМЧМ переходили на посилений режим служби, а якщо він співпадав з вихідним за розпорядком частини, то звільнення офіційно скасовувалися. Тому графік звільнень виконувався не завжди.
У в/ч 5444 (Дніпропетровськ) у зв'язку з підсиленням служби була одного разу цікава ситуація. Під час «підсилення» в розташуванні частини повинні були ночувати не тільки чергові, а й усі офіцери та прапорщики. Крім того, під час «підсилення» в патрульних УАЗиках, крім НПГ (начальника патрульної групи, частіше за все цю роль виконував замкомвзводу) сиділо двоє озброєних автоматами патрульних з боєприпасами. А особому складу видавалось «підсилене» харчування — варені яйця, подвійна пайка вершкового масла і червона риба на вечерю. Після смерті Л. І. Брежнєва в частині ввели підсилення служби «до особливого розпорядження». Але цього «особливого розпорядження» так і не діждались до самого Нового 1983 року. Офіцерам набридло ночувати в казармі, начальник харчової служби ледь не посивів від перерозходу продуктів… І «втихаря» підсилення відмінив командир частини аж в середині січня…

## Озброєння та оснащення
Штатним озброєнням основної частини особового складу СМЧМ були Автомат Калашникова модернізований, АКС-74 (під час карабаського конфлікту в деяких частинах відбулася заміна на АКМС) і, до 1992 року, пістолет ПМ. Військовослужбовець-строковик мав закріплений за ним автомат, пістолет і протигаз. Стрільби з автомата і пістолета проводились регулярно, солдати здавали необхідні заліки з володіння цією зброєю. Крім стандартних вправ, на полігоні відпрацьовувались стрільби з ПМ на ходу по ростових мішенях, які з'являлись на лічені секунди. Спецвідділення відпрацьовували стрільбу з АКМ під час висадки з автомобіля на ходу.
Щоправда, на службу по ОГП військовослужбовці виходили беззбройні. У кожного пішого патруля були радіостанція і патрульна сумка з блокнотом, ручкою, маршрутною карткою, ліхтариком і індивідуальним перев'язним пакетом. Однак в 1990-ті роки, не дивлячись на те, що ПМ за військовослужбовцями строкової служби не закріплювався і службу з пістолетом вони не несли, в рамках вогневої підготовки були регулярні заняття з освоєння матеріальної частини ПМ (заняття з вивчення настанов до пістолета, техніки стрільби, неповне розбирання, спорядження магазинів навчальними набоями. Ці нормативи також виконувалися на час). Крім цього, з військовослужбовцями строкової служби, під час виконання практичних стрільб, проводили стрільби, в тому числі з ПМ на дистанцію 25 м по грудній фігурі (мішень № 4).
В кожній патрульній роті були кулемети РПК-74, снайпер, озброєний СВД. На складах озброєння частин були гранати.
Також до екіпування входили:
- палка гумова ПР-73 або ПР-90 (відповідно довжиною 73 і 90 см),
- щити дюралеві (потім пластикові) «Вітраж»,
- шоломи сталеві армійські, бронежилети ЖЗТ (жилет захисний важкий) і ЖЗЛ (жилет захисний легкий).

Крім того, в складі СМЧМ були взводи або відділення спеціального призначення (спецвзводи та спецвідділення), на озброєнні яких в кінці 1980-х — на початку 1990-х були 2 автомата АКМ з приладом для безшумної стрільби ПБС, 2 автомата АК-74 зі спеціальними планками для пристроїв нічного бачення і 2 гранатомети РПГ.
Під час відряджень до гарячих точок взводи спеціального призначення доозброювалися підствольними гранатометами ГП-25, а в деяких підрозділах створювалися позаштатні розрахунки гранатометників для стрільби з автоматичного станкового гранатомета АГС-17 «Полум'я».
Замість звичайних сталевих армійських шоломів особовий склад взводів спеціального призначення був оснащений СТШ «Сфера».
Для проведення заходів щодо припинення групових хуліганських проявів і масових заворушень, на озброєнні СМЧМ були спеціальні засоби:
- спеціальні карабіни КС-23 для стрільби набоями травматичної дії, відстрілу контейнерів зі сльозогінним газом, набоїв для відкриття замикаючих пристроїв;
- різноманітні засоби застосування сльозогінних газів та розпилення аерозолів, як: «Черемуха-1», «Черемуха-2», «Черемуха-4», «Черемуха-5», «Черемуха-10», «Черемуха-12», «Сирень»,
- апарат розпилення аерозолів на великій площі «Облако»;
- з цією же метою, в залежності від штату конкретної частини, в них були 1-3 пожежні машини з посиленим захистом (зазвичай, щитками з дрібної сітки, яка захищала скло й фари).

Спеціальні моторизовані частини міліції були повністю забезпечені автомобільним транспортом, що підвищувало їх мобільність:
- За кожним патрульним взводом було закріплено автомобіль ГАЗ-52, ГАЗ-53, ГАЗ-66 або ЗІЛ-130, ЗІЛ-131, а також по 2 патрульних автомобілі УАЗ-469 зі спеціальними сигнальними пристоями (проблисковий маячок і сирена), кольорами й знаками розрізнення міліції.
- В батальйонах і полках були в основному БТР-152, а також БРДМ. Однак, мали місце випадки, коли ця техніка знаходилася в незадовільному технічному стані (можливо через неналежне обслуговування).

## Штати й структура
В залежності від місця дислокації, території обслуговування й обсягу службово-бойових завдань СМЧМ мали структуру патрульних полків, патрульних батальйонів і патрульних рот.
- Окремі патрульні полки складалися з 6 патрульних рот (3 взводи по 30 осіб), автомобільного батальйону (4 автомобільних взводи й ремонтний взвод), роти матеріально-технічного забезпечення й взвод зв'язку. До складу першої патрульної роти входив взвод спеціального призначення. В Ленінграді взводів спеціального призначення в першій роті не було до 1977 року.
- Окремі патрульні батальйони мали або ротну структуру (2 патрульні роти по 3 взводи, патрульна рота на автомобілях, взвод матеріально-технічного забезпечення (або автомобільна рота, в яку входив взвод МТЗ), або взводну (3 патрульних взводи, автомобільний взвод). Структура в/ч 5444 (24 ОСМБМ, Дніпропетровськ): 3 патрульних взводи по 25-30 осіб, автомобільний взвод.)
- Окремі патрульні роти мали 3 патрульних взводи, взвод матеріально-технічного й автотранспортного забезпечення.

Початково в Радянському Союзі нараховувалося 3 полки СМЧМ, 46 батальйонів і 2 роти, які обслуговували столиці союзних республік і великі промислові міста.
Полки дислокувалися:
- в Москві (в/ч 5401) (полк входив до складу ОМСДОП ім. Ф. Е. Дзержинського),
- в Ленінграді (в/ч 5402),
- в Києві (в/ч 5403),
- в 1987 році, в Донецьку на базі патрульного батальйону було сформовано навчальний полк (в/ч 5440) з підготовки сержантського складу для всіх частин СМЧМ ГУВВ МВС СССР. Також сержантський склад для комплектування посад командирів відділень в авторотах (взводах), спеціалістів зв'язку й військових кухарів готувала навчальна бригада в м. Золочів (Українська РСР).
- в 1988 році Сімферопольский батальйон (в/ч 5461) був реорганізований в полк.
- в м. Ворошиловграді (зараз м. Луганськ) 26-й окремий спеціальний моторизований батальйон міліції, в/ч 5446, (в 1989—1990 р.р. брав участь в бойових діях в Абхазькій АРСР і Нагірно-Карабаській автономній області).

Після розвалу СРСР частини СМЧМ в Україні були реорганізовані й об'єднані в дивізії, бригади, полки й батальйони Національної гвардії України — НГУ (1992—1998 р.р.) Після реорганізації в 1998 році Національної гвардії України назад в ГУВВ МВС України, СМЧМ стали називатися спеціальними моторизованими військовими частинами міліції (СМВЧМ).

## Завдання
Основним завданням СМЧМ було надання допомоги територіальним ОВС з:
- охорони громадського порядку на вулицях,
- боротьбі з вуличною злочинністю,
- охороні громадського порядку під час проведення культурно-масових заходів і спортивно-масових заходів.

Окрім цього, військовослужбовці СМЧМ залучалися місцевими ОВС до заходів з пошуку, затримання, або ліквідації озброєних, особливо небезпечних злочинців, а також арештованих і засуджених, які втекли з-під арешту або здійснили втечу з місць позбавлення волі.
Статистичні дані свідчать про те, що з прибуттям в окремий населений пункт частини або підрозділу СМЧМ, на весь період несення служби, рівень вуличної злочинності знижувався в декілька разів.